# Totenhilfe

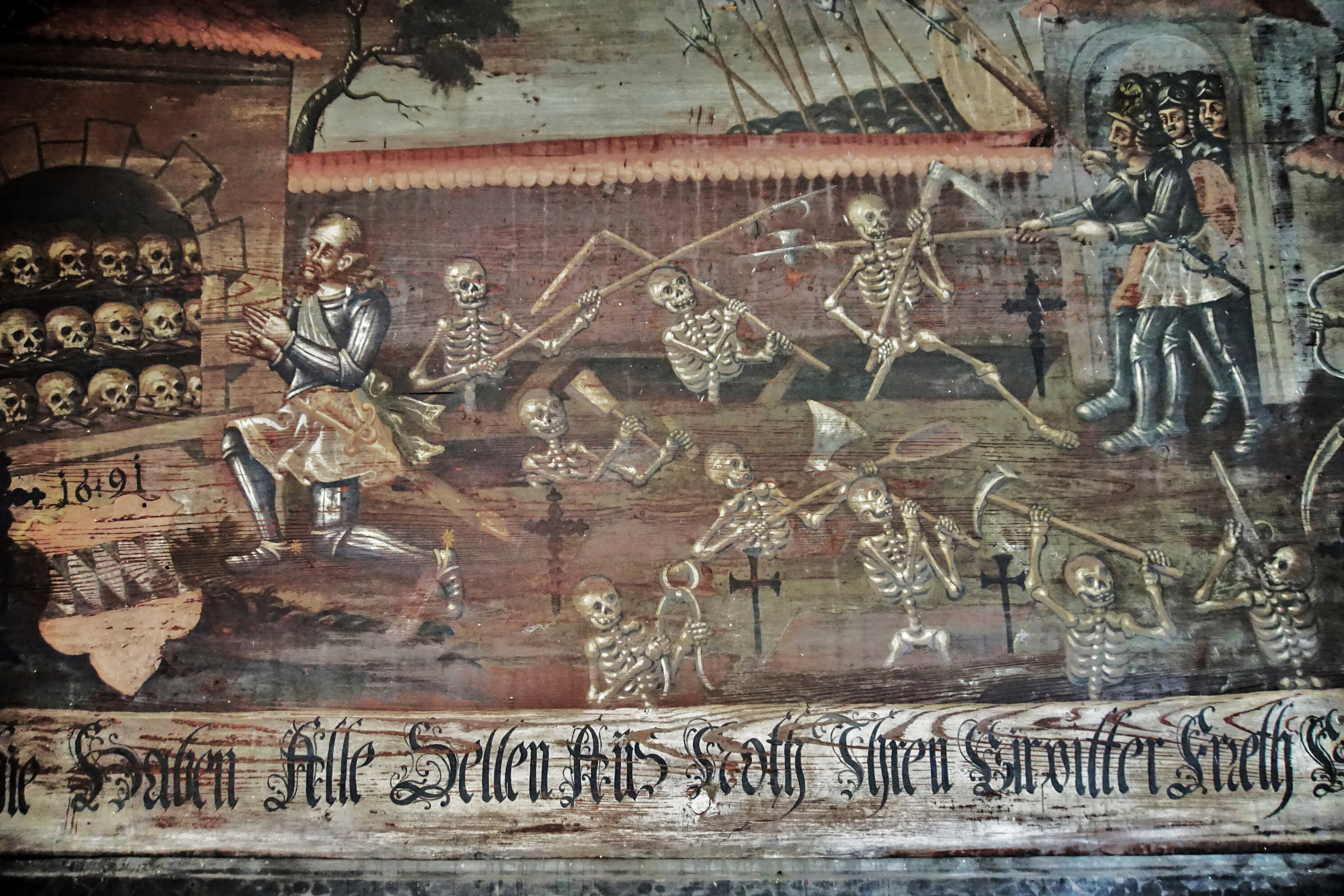
Darstellung einer Totenhilfe (Friedhofskapelle Westerndorf am Wasen von 1691)

Mit dem Wort Totenhilfe oder dem Motiv der Helfenden oder Dankbaren Toten bezeichnen Volkskundler und Kunsthistoriker Hilfe, die Lebende von Toten erfahren – ein wiederkehrendes Motiv in Legenden, Sagen und Märchen. Ikonografisch ist das Motiv der Totenhilfe vor allem in Zeugnissen der Volkskunst des 15. bis 18. Jahrhunderts verbreitet. Mit anderer Bedeutung, namentlich in der altnordischen Literatur, steht das Wort für den letzten Dienst am Verstorbenen.

## Totendienst und Totenhilfe
Die Vorstellung der Totenhilfe entspricht einem wechselseitigen Geben und Nehmen: Der „Totendienst“ wird als Dienst gesehen, den die Lebenden den Toten erweisen, die „Totenhilfe“ als Dankbarkeitsleistung der Toten für die Lebenden. Eine zentrale Rolle spielt in diesem Zusammenhang der Glaube, dass die Gebete der Lebenden, besonders im Rahmen des Memorialwesens, dazu beitragen, die Zeit der Armen Seelen im Fegefeuer zu verkürzen. Diese erweisen sich in Legenden und der entsprechenden Ikonografie oft als „dankbare und helfende Tote“.
Eine einschlägige Legende geht auf Caesarius von Heisterbach zurück, die sehr häufig und verändert tradiert wurde: Ein Ritter hatte es sich zur Gewohnheit gemacht, auf Friedhöfen für Verstorbene zu beten. Als er einmal von Feinden, oder auch Räubern, verfolgt wurde, flüchtete er sich auf einen Friedhof – wo bewaffnete Tote aus den Gräbern stiegen und ihm zu Hilfe eilten. Über die Legenda aurea des Jacobus de Voragine – hier weisen die Gerätschaften, mit denen die Toten kämpfen, auf deren Berufsstand im Leben hin – fand die Legende im Spätmittelalter weite Verbreitung. Votivbilder mit diesem Topos finden sich unter anderem in der Friedhofskapelle Westerndorf am Wasen und im Kolberger Dom. Daneben sind Legenden überliefert, in denen das Motiv der Totenhilfe für einzelnen Personen auf ganze Gruppen ausgeweitet wurde, wie der 1742 im Österreichischen Erbfolgekrieg angesiedelten Legende vom Totenheer von Lenggries, oder der Erstürmung Landshuts durch die Schweden 1933 im Dreißigjährigen Krieg, wo die aus ihren Gräbern gestiegenen Toten den Bürgern der Stadt zu Hlfe eilen und die Angreifer in die Flucht schlagen. Hier weitet sich das Verhältnis der Toten auf ihre grundsätzliche Teilnahme am Schicksal der lebenden Nachkommen aus.

### Beispiele
Werke mit dem Motiv der dankbaren Toten:
- Buchmalerei der Brüder von Limburg im Stundenbuch des Herzogs von Berry, 15. Jh.
- Freso im des Doms zu Pisa, 15. Jhd.[7]
- Votivbild im Kolberger Dom von 1492
- Holzschnitt: Tote retten die Unschuld einer Kaisertochter in Der Ritter vom Turn von den Exempeln der gotsforcht vnd erberkait. Basel, 1493[8]
- Ganzseitige Miniatur im Liber Precum Bd. 2 des Augustiner-Chorherrenstift Neustift/Novacella, Cod. 654 auf Fol. 33v von 1496[9]
- Fresko im Beinhaus der Friedhofskapelle St. Anna in Baar, Mitte 16. Jh. und 1740 im Stil der Zeit restauriert[10]
- Fresko im Beinhaus der Wehrkirche St. Arbogast, Muttenz Schweiz, von 1513
- Wittfeitzener Altar aus dem Kloster Lüne im ehemaligen Museum für das Fürstentum Lüneburg, um 1520[11]
- Durchzeichnung des Wandgemäldes des Wiler Totentanzes aus dem 1886 abgebrochenen Beinhaus der Kirche St. Peter in Wil (St. Gallen) von 1522[12]
- Votivbild in der Friedhofskapelle St. Johann Baptist und Heilig Kreuz, in Westendorf am Wasen 1691
- Votivbild aus der Sammlung Kriss im Bayerischen Nationalmuseum München, 1792[13]

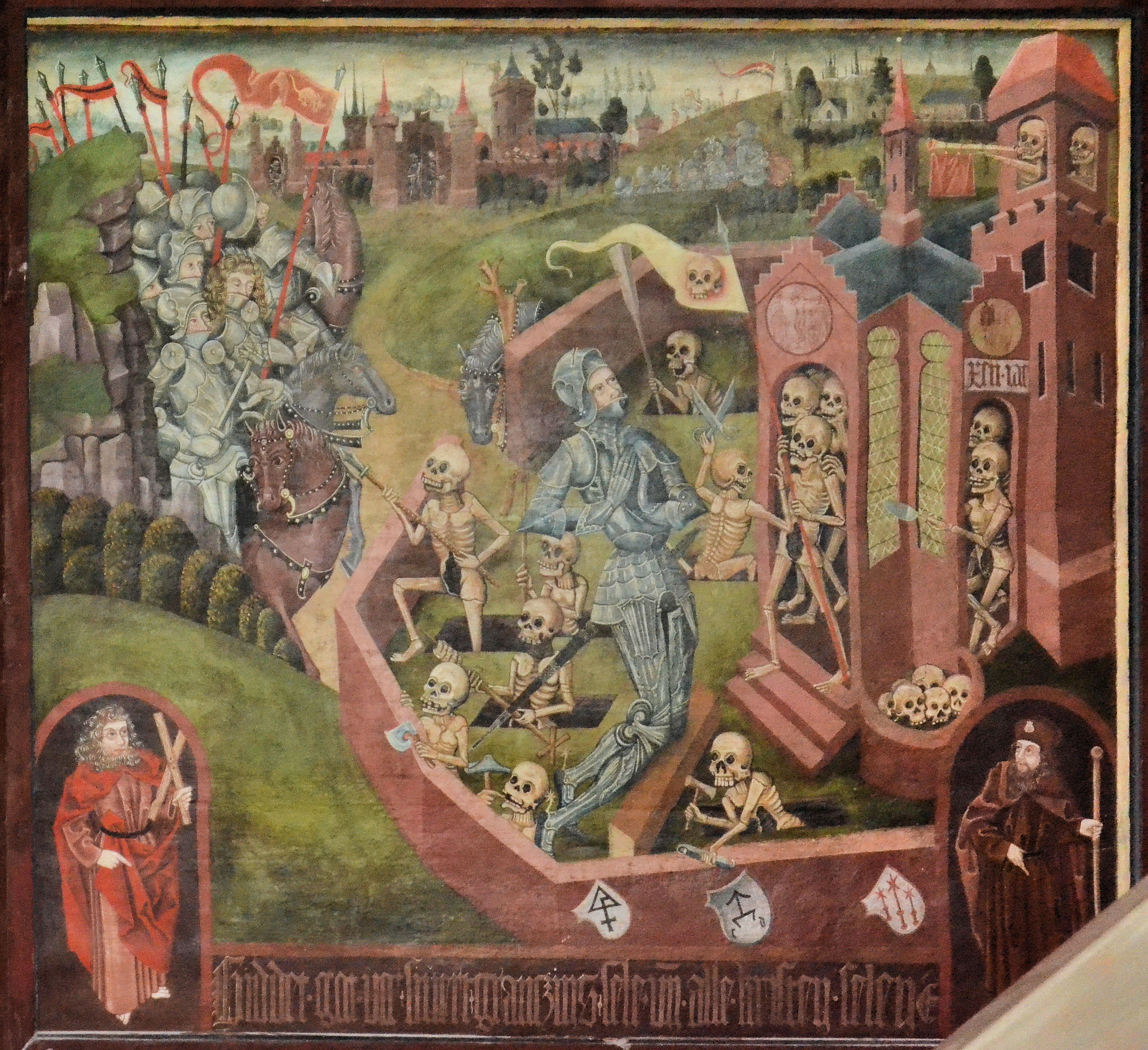
Votivbild im Kolberger Dom von 1492
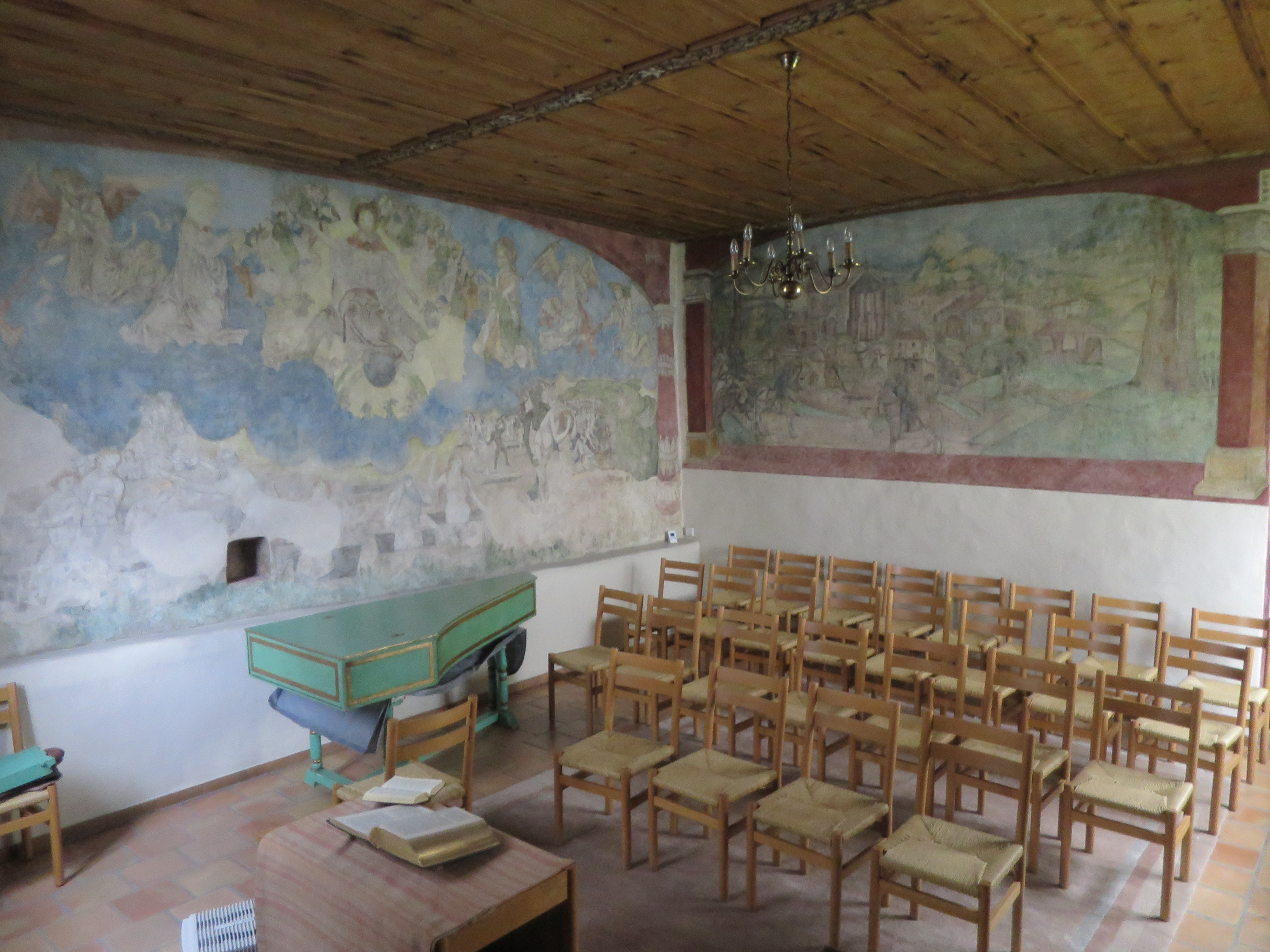
Schemenhaft erhalten, auf der Rückwand des Beinhauses der Wehrkirche St. Arbogast
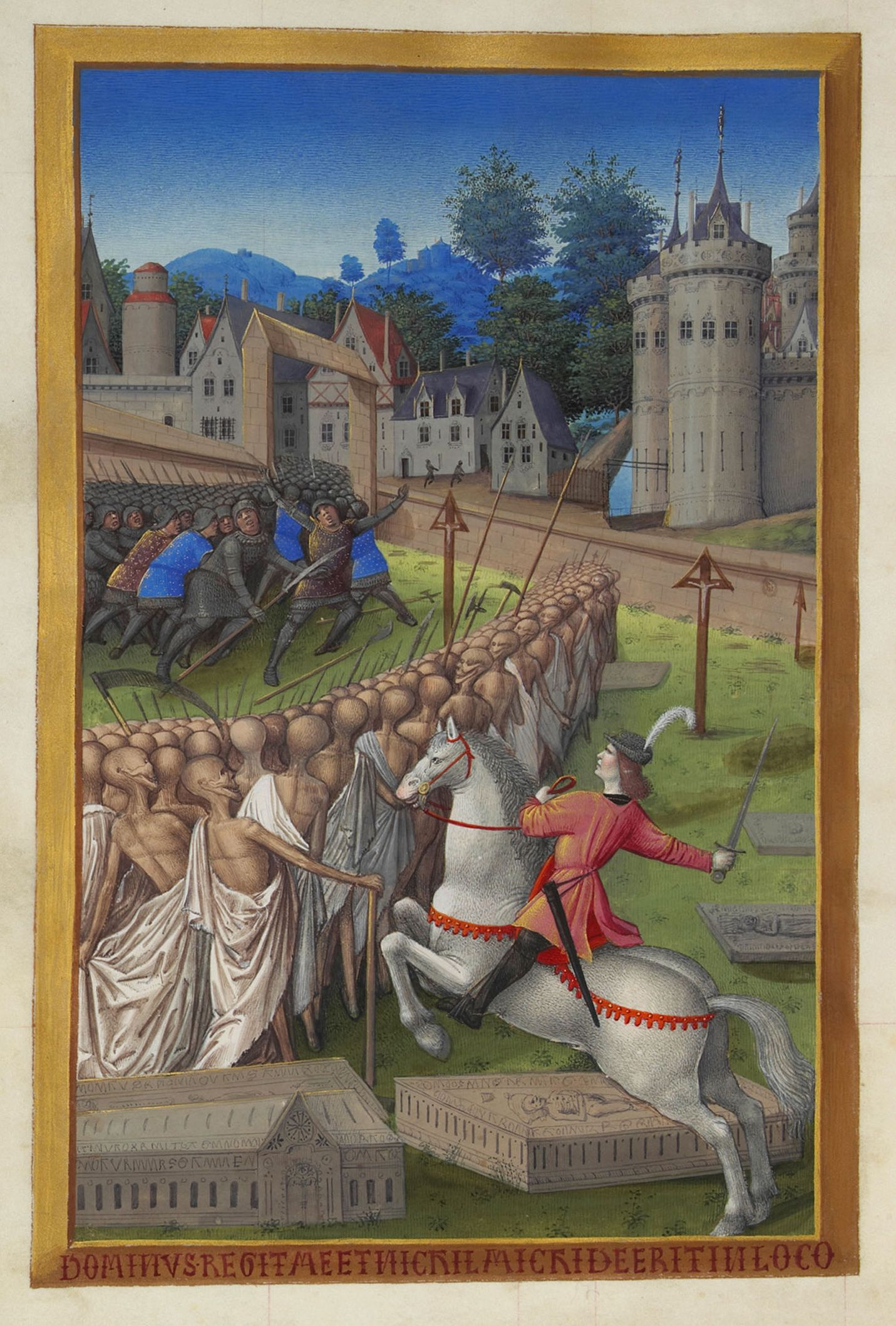
Miniatur aus dem Stundenbuch des Herzogs von Berry aus dem 15. Jh.
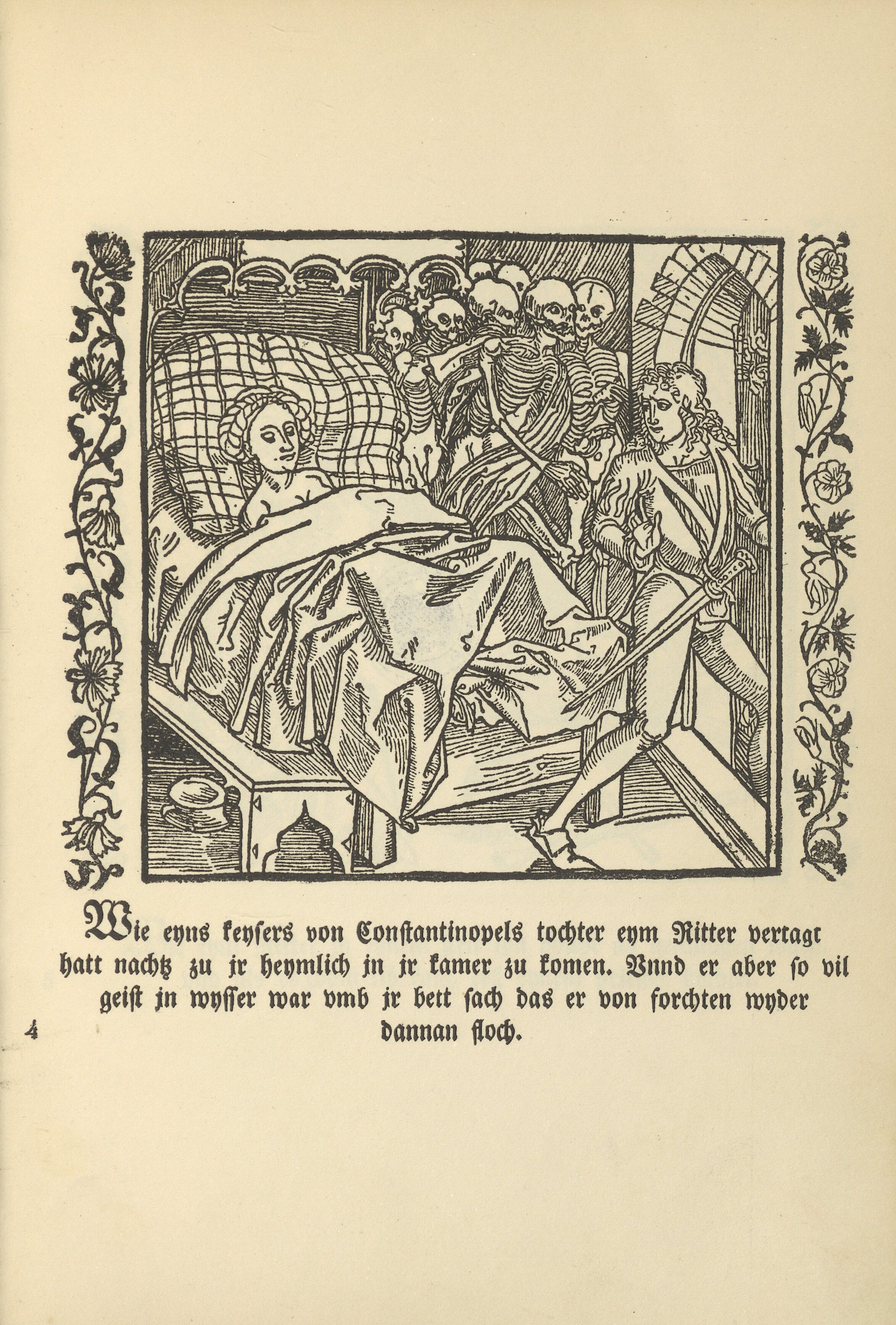
Tote retten die Unschuld einer Kaisertochter in Der Ritter vom Turn von den Exempeln der gotsforcht vnd erberkait. Basel, 1493

## Totenhilfe in der Sage und im Märchen
Besonders oft kommt das Totenhilfe-Motiv in Sagen vor. Der Märchen-, Mythen- und Sagenforscher Heino Gehrts führt Beispiele aus Unterfranken, dem Wallis, dem Allgäu und Jütland, aber auch aus China an.
Für das Gebiet des Märchens weist Heino Gehrts auf die oft entscheidende Rolle wunderbarer Helfer hin. Gemäß Gehrts treten diese Helfer in einigen wenigen Märchentypen ausdrücklich als Tote auf. Zwei Beispiele stellt er heraus: das Märchen vom Reisekameraden und das Aschenputtelmärchen. Für sein Märchen Der Reisekamerad habe Hans Christian Andersen auf folgenden, in vielen Versionen überlieferten Märchentypus zurückgegriffen: Ein junger Bursche erweist einem Verstorbenen den Totendienst; auf seiner anschließenden Wanderschaft wird er von einem fremden Mann eingeholt, der ihm die Wanderkameradschaft anbietet; dieser Reisekamerad leistet dem jungen Burschen überlebenswichtigen Beistand; schließlich (manchmal auch schon vorher) offenbart er sich als dankbarer Toter. Aber auch der Aschenputtelstoff mit der helfenden verstorbenen Mutter stehe für einen „Märchentypus mit Totenhilfe“.

## Letzter Dienst am Verstorbenen
Das Motiv der Toten- oder Leichenhilfe als letzter Dienst am Verstorbenen ist in den Isländersagas des 13. und 14. Jahrhunderts besonders prominent. Aus Fürsorgepflicht war es geboten, dem Toten Augen, Nasenlöcher und Lippen zuzudrücken, ihn zu waschen und zu kämmen. Der Skandinavist Felix Niedner schreibt: „Für die Verwandten war es unbedingte Pflicht, dem Gestorbenen die Totenhilfe zu gewähren. Man drückte ihm Lippen und Nasenlöcher zu, damit die Seele aus dem Körper leichter weichen könne.“ Niedner begründet diesen Usus mit dem Wiedergängerglauben: „Es wimmelt in den isländischen Sagas von böswilligen Toten und Gespenstern, die unheilstiftend wiederkehren und oft erst mit größter Mühe zur endgültigen Ruhe gebracht werden können“.